# Проїзд Миколи Островського (Київ)
Прої́зд Мико́ли Остро́вського — зниклий проїзд, що існував у Залізничному, нині Солом'янському районі міста Києва, місцевість Солом'янка. Пролягав від вулиці Урицького (нині — вулиця Митрополита Василя Липківського) до вулиці Миколи Островського (нині — вулиця Патріарха Мстислава Скрипника). Проходив біля теперішнього будинку № 11 по вулиці Патріарха Мстислава Скрипника.

## Історія
Виник на початку XX століття під назвою Нова вулиця, 1955 року набув назву проїзд Миколи Островського, на честь радянського письменника Миколи Островського. 
Ліквідований 1981 року у зв'язку зі зміною забудови Солом'янки.